# Јегуља (филм)
Јегуља (うなぎ, Unagi) јесте филм из 1997. који је режирао Шохеи Имамура. У филму глуме Који Јакушо, Миса Симидзу, Мицуко Баишо и АКира Емото. 
Филм је угрубо заснован на роману On Parole прослављеног аутора Акире Јошимуре, у комбинацији са елементима из режисеровог филма из 1966. године The Pornographers. Поделио је Златну палму на Филмском фестивалу у Кану 1997. године са филмом Укус трешње. Филм је такође освојио Kinema Junpo Награду за филм године (1988).

## Радња
У префектури Чиба у Јапану, gлавни лик отвара малу фризерску радњу и држи кућног љубимца, јегуљу, у углу акваријума. Он верује да јегуља симболизује његову мучену прошлост и наду за обнову и редовно разговара са јегуљом. Његов живот се преплиће са разним другим јунацима, укључујући младом женом која има своју проблематичну прошлост и подржавајућим али мистериозним комшијом.

## Пријем
Лоренс Ван Гелдер из The New York Times-а рекао је да филм „пун грациозности, проницљивости и много сасоећања”. Давид Стејатон је у тексту за Variety  рекао да је редитељ „направио богату таписерију ликова и ситуација, све је то живо оживљено са нетакнутим визуелним приказима и великодушном емоционалном топлином."
Филмски критичар Тадао Сато изјавио је да јапанска јавност није била довољно свесна свести о филму. Додао је: „Било је пријатно, дакле, да 'Јегуља' добије међународно признање у време када су сами Јапанци игнорисали такве филмове."